# Palystes hoehneli
Palystes hoehneli är en spindelart som beskrevs av Simon 1890. Palystes hoehneli ingår i släktet Palystes och familjen jättekrabbspindlar. Inga underarter finns listade i Catalogue of Life.